# St Michaels Mount Castle
St Michaels Mount Castle är ett slott i Storbritannien.   Det ligger i grevskapet Cornwall och riksdelen England, i den södra delen av landet, 400 km väster om huvudstaden London. St Michaels Mount Castle ligger 28 meter över havet.
Terrängen runt St Michaels Mount Castle är platt åt sydost, men åt nordväst är den kuperad. Havet är nära St Michaels Mount Castle söderut.  Närmaste större samhälle är Penzance, 4,2 km väster om St Michaels Mount Castle. 